# Houssaine Anafal
Houssaine Anafal, né le 15 septembre 1952 à Kénitra (Maroc) et mort le 22 août 2012 à Mehdia, est un footballeur marocain des années 1970 et 1980.

## Biographie
International marocain, Houssaine Anafal évolue notamment en France, au Stade rennais, dans les années 1970, en même temps que l'Ivoirien Laurent Pokou. Il partage sa vie de footballeur entre le KAC de Kenitra et le club breton. Il est ensuite éducateur dans les équipes de jeunes du Stade rennais, puis du KAC de Kénitra.
Houssaine Anafal décède le 22 août 2012 à Mehdia à la suite d'un malaise cardiaque,.

## Carrière
- 1970-1974 :  KAC de Kénitra
- 1974-1977 :  Stade rennais
- 1977-1979 :  KAC de Kénitra
- 1979-1981 :  Stade rennais

## Statistiques
| Saison                | Club                  | Championnat           | Championnat | Championnat | Coupe(s) nationale(s) | Coupe(s) nationale(s) | Total | Total |
| Saison                | Club                  | Division              | M.          | B.          | M.                    | B.                    | M.    | B.    |
| 1974-1975             | Stade rennais FC      | D1                    | 22          | 3           | 3                     | 0                     | 25    | 3     |
| 1975-1976             | Stade rennais FC      | D2                    | 33          | 7           | 3                     | 0                     | 36    | 7     |
| 1976-1977             | Stade rennais FC      | D1                    | 11          | 0           | 0                     | 0                     | 11    | 0     |
| Sous-total            | Sous-total            | Sous-total            | 66          | 10          | 6                     | 0                     | 72    | 10    |
| 1979-1980             | Stade rennais FC      | D2                    | 33          | 9           | 6                     | 3                     | 39    | 12    |
| 1980-1981             | Stade rennais FC      | D2                    | 13          | 1           | 0                     | 0                     | 13    | 1     |
| 1981-1982             | Stade rennais FC      | D2                    | 0           | 0           | 0                     | 0                     | 0     | 0     |
| Sous-total            | Sous-total            | Sous-total            | 46          | 10          | 6                     | 3                     | 52    | 13    |
| Total sur la carrière | Total sur la carrière | Total sur la carrière | 112         | 20          | 12                    | 3                     | 124   | 23    |

## Matchs avec la sélection "A"
1. 09/01/1977 Tunisie - Maroc à Tunis 1 - 1 (4 - 2) Elim. CM 1978
2. 05/02/1977 Gabon - Maroc à Libreville 0 - 1 Amical
3. 23/03/1977 Syrie vs Maroc à Damas : 0 - 2 Amical
4. 03/04/1977 Maroc - Gabon à Rabat 5 - 1 Amical…………………………..1 But
5. 09/12/1977 Irak vs Maroc à Baghdad 3 - 0 Amical
6. 26/02/1978 Maroc – URSS à Marrakech 2 - 3 Amical
7. 06/03/1978 Tunisie - Maroc à Kumasi 1 - 1 CAN 1978
8. 09/03/1978 Congo - Maroc à Kumasi 0 - 1 CAN 1978
9. 18/02/1979 Maroc - Mauritanie à Nouakchott (2 - 2) Elim. CAN 1980…….1 But
10. 08/04/1979 : Casablanca : Maroc 4 - 1 Mauritanie Elim. CAN 1980………1 But
11. 24/06/1979 Maroc - Togo à Mohammedia 7 - 0 Elim. CAN 1980………….1 But

## Matchs olympiques
1. 15/04/1979 : Casablanca : Maroc vs Sénégal 1 - 0 Elim. JO 1980
2. 29/04/1979 Dakar : Sénégal vs Maroc 1 - 0 (5-6p) Elim. JO 1980